# غزوه بنی‌قریظه
غزوه بنی‌قریظه (ذوالقعده ۵ هجری، ۶۲۷ م) درگیری با بنی‌قریظه بلافاصله پس از جنگ خندق بود.
قریش بنی‌نضیر و بنی‌قینقاع (احزاب) مدینه را محاصره کردند. مسلمانان خندقی در شمال و غرب مدینه کندند.
احزاب با بنی‌قُریْظه در جنوب مدینه وارد مذاکره شدند و آنان به پیمانی که با مسلمین بسته بودند خیانت کردند. محمد برخی از رهبران مسلمانان را برای صحبت با آنها فرستاد که نتیجه نداد.

### عملکرد بنی قریظه
حی ابن اخطب رهبر بنی نضیر بر در خانه کعب بن اسد رئیس بنی قریظه رفت و گفت: برای تو سروران قریش را آورده‌ام، تا آن‌ها را بر سر مسلمانان فرود آوریم و شکستشان دهیم
کعب گفت: مرا رها کن که از محمد جز صداقت و وفا ندیده‌ام.
حی اصرار کرد و قول داد «اگر قریش و احزاب شکست خوردندبه قلعه تو میایم تا آنچه بر تو رخ داد بر من نیز بگذرد» کعب قبول کرد و عهد خود را شکست.
در میان مسلمانان شایع شد که بنی قریظه عهد شکسته است.
پیامبر زبیر بن عوام را مأمور کرد تا اخبار را به او برساند. وی مجدداً سعد بن معاذ، سعد بن عباده، عبدالله بن رواحه و خوات بن جبیر را فرستاد تا خبر اول را چک کنند.
آنها برگشتند و گفتند: عضله و قاره (نام دو قبیله کنانی که قبلاً خیانت کرده بودند)
پیامبر طرح‌هایی را بکار بست تا خیانت بنی قریظه را بطوریکه موجب تقویت روحیه سربازانش شود خنثی کند.
سلمه ابن اسلم یکی از افراد قبیله اوس را با دویست نفر و زید ابن حارث رابا سیصد نفر فرستاد تا نگهبان شهر شده و با تکبیر برای ترساندن بنی‌قریظه عمل کنند.
بنی‌قریظه نیز بیست شتر باردار خرما و جو و انجیر برای لشکریان دشمن فرستادند. در مورد میزان حمایت بنی‌قُریْظه از احزاب در هنگام جنگ اختلاف نظر وجود دارد.
خیانت بنی‌قریظه از آنجاکه از درون شهر انجام شده بود و از پشت سر بود باعث افزایش تلفات مسلمانان شد

### پس از جنگ
پس از پایان جنگ پیامبر اسلام، بنی‌قریظه را به مدت ۲۵ روز محاصره کرد تا آن که آنها تسلیم شدند.
محمد دستور داد که مردان باید دستبند زده شوند، و این کار حینی که زنان و کودکان در حبس از باقی جدا شده بودند تحت نظارت محمد بن سلمه الانصاری انجام شد.
قبیله اوس وساطت کرد تا نسبت به آن‌ها آسان‌گیر باشد. او پیشنهاد کرد که سعد بن معاذ، رئیس قبیله اوس که متحد سابق قبیله بود تصمیم گیرد.
در این میان کسانی که مسلمان شدند نجات یافتند.

### حکمیت
برخی از اعضای قبیله اوس که از دوستان قدیمی بنی‌قریظه بود برای میانجی‌گری وارد شدند و حکمیت سعد بن معاذ رئیس قبیله اوس و یکی از صحابه نیز بود مورد قبول طرفین قرار گرفت.
وی حکم کرد که مردان باید کشته شوند، مایملک باید تقسیم شود، و زنان و کودکان باید به اسیری گرفته شوند. محمد با این حکم موافقت کرد، آن را چون حکم خدا دانست، سپس اعضای مرد قبیله سر زده شدند.
سعد ابن معاذ که در جنگ خندق مجروح شده بود پس از بازگشت به مدینه درگذشت.
بنا بر دنیل سی. پیترسن و مارتین لینگز، این تصمیم در تطابق با قانون موسی در سفر تثنیه ۲۰:۱۰–۱۴ بود. طبری فقیه مسلمان، اعدام ۶۰۰–۹۰۰ نفر را ذکر کرده است. احادیث سنی عدد اعلام نمی‌کند ولی بیان می‌کند که مردان و ۱ زن کشته شدند (۱ زن بنا بر سنن ابوداود). بنا بر منابع اسلامی بقیه زنان و کودکان، در ازای مبادله اسب و سلاح فروخته شدند.

بنا بر ابن کثیر، آیات ۳۳:۲۶–۲۷ و ۳۳:۹–۱۰ قرآن مربوط به حمله به بنی‌قریظه‌اند.

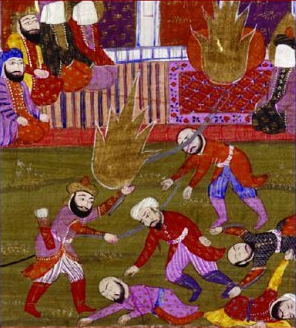
طبری و ابن هشام ذکر می‌کنند که ۶۰۰–۹۰۰ تن از بنی‌قریظه سر بریده شدند. جزئیات از نقاشی مینیاتور پیامبر، علی، و صحابه در کشتار اسیران قبیله یهودی بنی‌قریظه، تصویرسازی یک متن قرن ۱۹ام میلادی توسط محمد رفیع باذل.

### اجرای حکم
به‌گفتهٔ مبارکپور جماعتی که به بلوغ رسیده بودند سربریده شدند.
چند صحابه بالاخص علی بن ابی‌طالب و زبیر بن عوام و هر خاندان از اوس به کشتن گروهی از مردان بنی قریظه گماشته شدند.